# Say'un
Say'un este un oraș din Guvernoratul Hadhramaut, Yemen, în care se află aeroportul Sayun.